# Sava (Estonia)
Sava – wieś w Estonii, w prowincji Tartu, w gminie Luunja.